# Vanguard 3
Vanguard 3 je americká vědecká družice vypuštěná na oběžnou dráhu Země v roce 1959. Provozovatelem je NASA.

## Technické parametry družice
Je to koule s hmotnosti 23 kg o průměru 508 mm, s pláštěm z hořčíkové slitiny. Na povrchu družice se nachází 4 antény a nosník s magnetometrem. Uvnitř je několik přístrojů na měření rentgenového záření Slunce, detektory mikrometeoritů i s mikrofony a dva vysílače. Zdrojem byla AgZn baterie.

## Průběh letu
Družice byla vypuštěna s pomocí rakety z amerického kosmodromu Eastern Test Range dne 18. září 1959. Krouží na oběžné dráze zhruba 500 až 3800 km, čas jednoho oběhu byl 125 – 130 minut. Po dosažení dráhy byla katalogizována v COSPARu jako 1959-007A. Obíhat Zemi bude zhruba 200 let. Po 84 dnech letu bylo s družicí ztraceno spojení.